# Sheila Hollins
Pour les articles homonymes, voir Hollins.
Sheila Clare Hollins, baronne Hollins (née le 22 juin 1946) est professeur de psychiatrie des troubles d'apprentissage à St George's, Université de Londres.

## Biographie
Elle est présidente du Royal College of Psychiatrists de 2005 à 2008, remplacée par Dinesh Bhugra. De 2012 à 2013, elle est présidente de la British Medical Association et auparavant présidente du BMA Board of Science. En 2014, le pape François la nomme membre de la Commission pontificale pour la protection des mineurs. Elle est également membre du conseil scientifique consultatif du Centre pour la protection de l'enfance et est présidente du Royal Medical Benevolent Fund.
Elle est nommée pair à vie à la Chambre des lords le 15 novembre 2010, prenant le titre de baronne Hollins, de Wimbledon dans le borough londonien de Merton et de Grenoside dans le comté de Yorkshire du Sud. Elle siège comme indépendante.
Sheila Hollins est mariée à Martin Hollins. Elle est la mère d'Abigail Witchalls, qui est poignardée et laissée paralysée en 2005 et a un fils, Nigel. Elle est catholique romaine.